# 1926 en Ontario
Chronologie de l'Ontario
- 1922
- 1923
- 1924
- 1925
- 1926
- 1927
- 1928
- 1929
- 1930

Cette page concerne des événements d'actualité qui se sont produits durant l'année 1926 dans la province canadienne de l'Ontario.

## Politique
- Premier ministre :  Howard Ferguson (Parti conservateur)
- Chef de l'Opposition: W. E. N. Sinclair (Parti libéral)
- Lieutenant-gouverneur: Henry Cockshutt (en)
- Législature: 16e (en) puis 17e (en)

## Événements

### Septembre
- 14 septembre : le Parti libéral de Mackenzie King remporte les élections générales avec 116 députés élus contre 91 pour les conservateurs, 36 députés aux tiers-partis et 2 indépendants élus. En Ontario, le résultat est de 53 conservateurs, 24 libéraux, 3 progressistes, 1 travaillistes et 1 de l'United Farmers of Ontario[1].

### Décembre
- 1er décembre : élection générale ontarienne (en)

## Naissances
- 4 janvier : Betty Kennedy (en), auteur, journaliste et sénateur.
- 13 avril : Marjolaine Hébert, actrice († 28 juillet 2014).
- 25 mai : Phyllis Gotlieb, romancier et poète († 14 juillet 2009).
- 14 juillet : Wallace Distelmeyer, patineur artistique († 23 décembre 1999).
- 21 juillet : Norman Jewison, acteur, producteur, réalisateur et scénariste.
- 13 août : Dalton McGuinty (père), professeur, homme politique et père du premier ministre de l'Ontario Dalton McGuinty et du député fédérale de Ottawa-Sud David McGuinty († 16 mars 1990).
- 1er septembre : James Reaney (en), poète, dramaturge et critique littéraire († 11 juin 2008).

## Décès
- 2 février : John Alexander Macdonald Armstrong (en), député fédéral du York-Nord (1911-1921) (° 19 novembre 1877).